# Cortázar (pel·lícula)
Cortázar és una pel·lícula documental argentina de 1994, dirigida per Tristán Bauer i protagonitzada per Hugo Carrizo, Agustín Goldschmidt, l'escriptor Julio Cortázar, com ell mateix i la veu en off de Alfredo Alcón. Es va estrenar el 21 d'octubre de 1994 i va ser guanyadora de cinc premis, entre ells el Còndor de Plata com a millor pel·lícula.

## Sinopsi
Documental sobre l'escriptor argentí Julio Cortázar realitzat amb abundant material d'arxiu.

## Actors
- Alfredo Alcón, veu de Julio Cortázar.
- Hugo Carrizo, Torito.
- Julio Cortázar, ell mateix.
- Agustín Goldschmidt, Cortázar de nen.

## Premis
- 1994, Festival Internacional del Nou Cinema Llatinoamericà de l'Havana, premi Saúl Yelín.
- 1995, Còndor de Plata de l'Associació Argentina de Crítics de Cinema, millor pel·lícula, millor director, millor guió i millor muntatge.